# نفخ (فیلم ۲۰۲۵)
نفخ (انگلیسی: Bloat) یک فیلم ترسناک ژاپنی-آمریکایی محصول سال ۲۰۲۵ است که توسط پابلو آبسنتو نوشته و کارگردانی شده است و اولین تجربه کارگردانی او محسوب می‌شود. بازیگرانی چون بن مک‌کنزی، بویانا نواکویچ، ساویر جونز، مالکوم فولر و کین کوسوگی در این فیلم ایفای نقش کردند. این فیلم درباره خانواده‌ای چهار نفره است که برای تعطیلات به ژاپن رفته‌اند و در آنجا احساس می‌کنند پسر کوچک‌ترشان که نزدیک بود در دریاچه غرق شود، دچار اختلالات عجیبی شده است.

## داستان
فیلم با ویدیویی از هانا در حال به دنیا آوردن دختر مرده‌اش آوا، آغاز می‌شود. این اتفاق غم‌انگیز سایه شومی بر خانواده، شامل هانا، همسرش جک و دو پسرشان استیو و کایل می‌اندازد. جک در تلاش برای التیام یافتن خانواده، یک سفر خانوادگی به ژاپن را برنامه‌ریزی می‌کند. با این حال، تشدید تنش‌های نظامی در خاورمیانه، جک مجبور می‌شود شغل خود را رها نکند برای همین هانا و پسرانش را تنهایی راهی سفر می‌کند.
هانا و پسرانش به محض ورود به ژاپن، در یک اقامتگاه ایربی‌ان‌بی در توکیو مستقر می‌شوند. در طول یک سفر تفریحی به یک شهر کوهستانی دورافتاده، کایل تقریباً در دریاچه غرق می‌شود اما توسط یکی از دوستان خانوادگی‌شان که یک پرستار است نجات می‌یابد. این حادثه آغازگر تغییرات نگران‌کننده‌ای در رفتار کایل است.
کایل پس از این حادثه، رفتارهای عجیب و غریبی از خود نشان می‌دهد: وسواس به خیار، پرخاشگری نسبت به برادرش استیو و استفراغ صفرای سبز رنگ. هانا این تغییرات را به تروما نسبت می‌دهد، اما جک که از طریق تماس‌های ویدیویی و پیام‌ها، از راه دور اوضاع را زیر نظر دارد، به یک علت ماوراءالطبیعه مشکوک است. تحقیقاتش او را به افسانه کاپا، که یک روح سرگردان آبی است که به خاطر تسخیر کودکان شناخته می‌شود، می‌رساند.
با بدتر شدن حال کایل، جک از دوستش رایان کمک می‌گیرد تا افسانه کاپا را بیشتر بررسی کنند. در همین حال، هانا با سلامت روان خود دست و پنجه نرم می‌کند، که با مصرف داروهای تجویزی تشدید شده است. در یک تماس ویدیویی، رایان کاپا را می‌بیند و سعی می‌کند به او شلیک کند و پس از اینکه شلیک می‌کند، کاپا به او حمله می‌کند. اوضاع خانواده جک رو به وخامت می‌رود و در نهایت به حادثه‌ای خشونت‌آمیز منجر می‌شود که در آن کایل، استیو را گاز می‌گیرد و در نهایت جک را وادار به تصمیم و اقدامی قاطع می‌کند.
جک به ژاپن می‌رود و در تلاشی ناامیدانه برای نجات پسرش، با کایلِ تسخیرشده روبرو می‌شود. او همسرش را مرده می‌یابد و برای نجات پسرش، اقامتگاه ایربی‌ان‌بی را به آتش می‌کشد. در پایان فیلم، جک در حال محاکمه است و وکیل از دو پسرش، استیو و کایل، می‌پرسد که آیا جک پدر خوبی است یا نه، آن دو فرزند اظهارات مثبتی در مورد پدرشان ارائه می‌دهند.

## بازیگران
- بن مک‌کنزی در نقش جک
- بویانا نواکویچ در نقش هانا [۸]
- سایر جونز در نقش کایل
- مالکوم فولر در نقش استیو
- کین کوسوگی در نقش رایان
- ایتان هرشنفلد در نقش قاضی ریچارد رسنیک
- آشا اچیسون در نقش خبرنگار
- دیوید گیبسون در نقش پدر جک
- ربکا نلسون در نقش مادر جک
- جیمز آدام لیم در نقش افسر پلیس شماره ۲
- مییو یوکوتا در نقش ساکورا
- دیوید لاوین در نقش کارشناس پزشکی قانونی
- لری بول در نقش وکیل مدافع
- جف اپل‌گیت در نقش سرهنگ ویلیام بردلی
- آکییو کوماتسو در نقش افسر ایکدا
- زک نیزاتو در نقش دکتر

## تاریخ تولید و انتشار
شرکت‌های پالسار کانتنت و اکس‌وای‌زد فیلمز برای مدیریت فروش فیلم نفخ با یکدیگر همکاری کردند. این فیلم یک محصول مشترک بین‌المللی بین شرکت بازلفس و شرکت فلگ است.
فیلم‌برداری این فیلم به نویسندگی و کارگردانی پابلو آبسنتو در شهر نیویورک آغاز شد و در ماه اکتبر سال ۲۰۲۳ در توکیو به پایان رسید.
این فیلم در تاریخ ۷ مارس ۲۰۲۵  تحت نظر لاینزگیت در سینماها اکران شد.